# Hober
Denna artikel handlar om Tolkiens sagofolk. För de småväxta människorna på ön Flores, se Homo floresiensis.

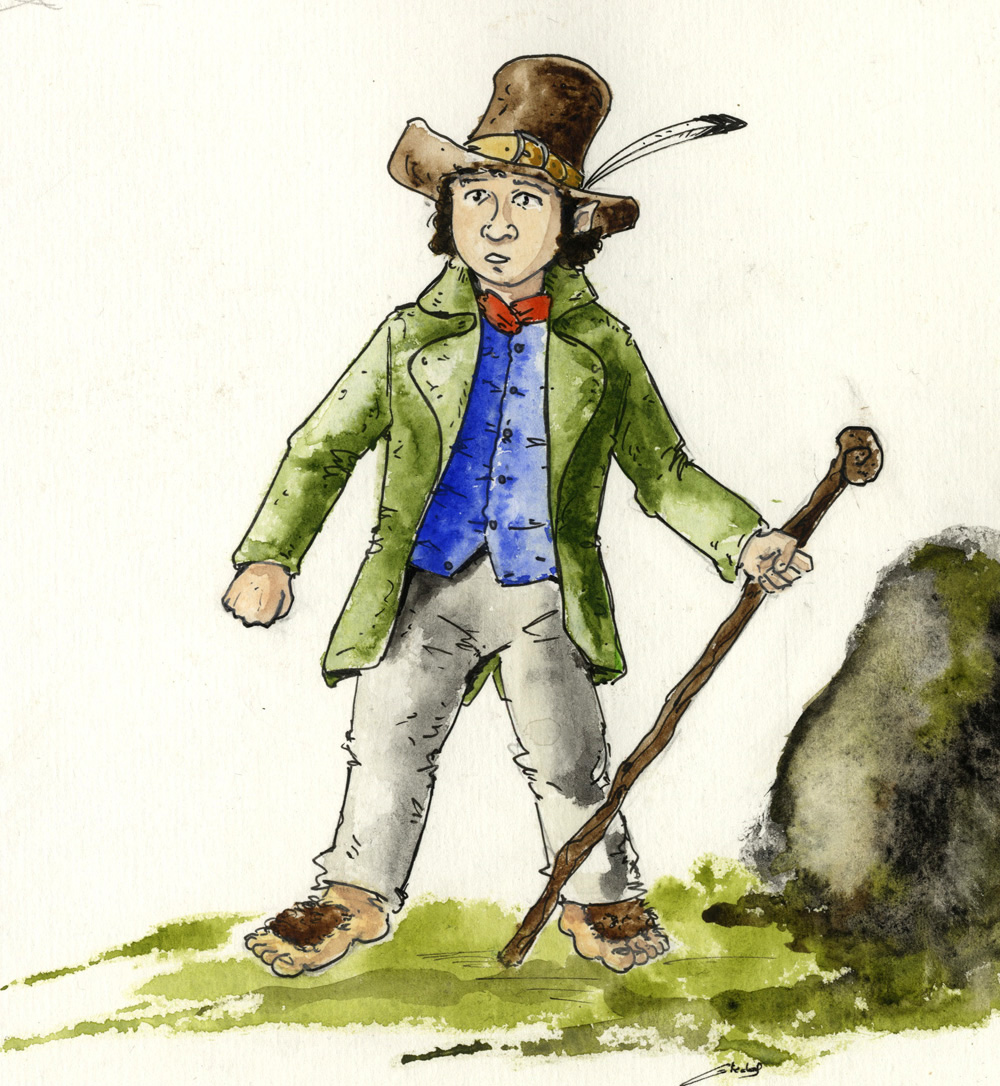
En hob.

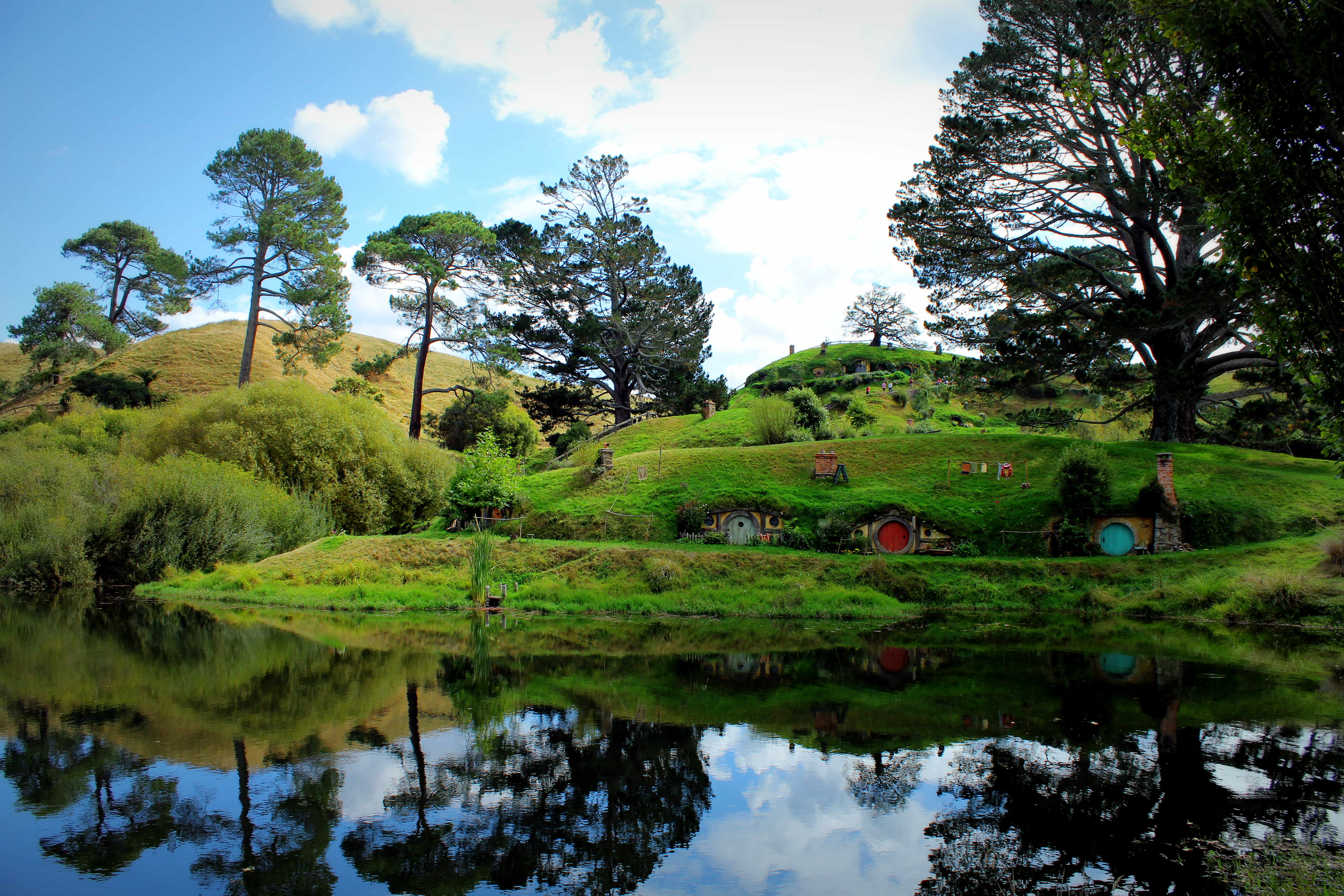
Hobernas bosättningar, skapade för filmtrilogin om härskarringen.

Hober, hobbitar eller hompar (beroende på översättning; engelska hobbits), även halvlängdsmän eller halvlingar, är ett småväxt folkslag i J.R.R. Tolkiens värld Midgård, där de bor i landet Fylke. De är mindre än dvärgarna och saknar skägg, däremot har de kraftiga lurviga fötter vilket gör att de aldrig behöver skor. De är mycket fridsamma till sin natur, tycker inte om äventyr och gör sällan något oväntat. Gillar dock att ha främmande, röka pipa (Fylkes tobak är vida känd) och skrattar gärna, ett djupt mustigt skratt som mycket ofta hörs (särskilt efter middagen, som de helst äter två gånger om dagen om de kan). De bor i hus som är utgrävda kullar med runda dörrar och fönster. Bland de mest kända hoberna finns Bilbo och Frodo Bagger. De har också väldigt god aptit.

## Namn
En hobbit är detsamma som en hob eller en hompe. I Erik Anderssons nyöversättning av J.R.R. Tolkiens böcker kallas de hobbitar, liksom de gjorde i Britt G Hallqvists översättning av Bilbo – En hobbits äventyr från 1962. Åke Ohlmarks valde att istället kalla dem hober i sin översättning av Sagan om ringen. I den första svenska översättningen av Tore Zetterholm utgiven 1947 under titeln Hompen eller En resa dit och tillbaks igen användes benämningen hompar.

## I populärkultur

### Film
Hobbitar förekommer i de tre filmerna av Hobbit (filmserie), i Filmtrilogin om Härskarringen och i den animerade filmen The Hobbit.

### Naturvetenskap
Syconycteris hobbit är en flyghund med håriga bakfötter som fick sitt namn efter hoberna.

## Folklore
Den engelska mytologiska varelsen Hob liknar de skandinaviska tomten. Tolkien nämner i Sagan om ringen hober i presens som varelser som sällan visar sig för de vanliga människorna, men som ändå finns kvar. Detta kan ses som en fingervisning till att hoben skulle vara ursprunget till tomtarna.